# Mörser (Geschütz)

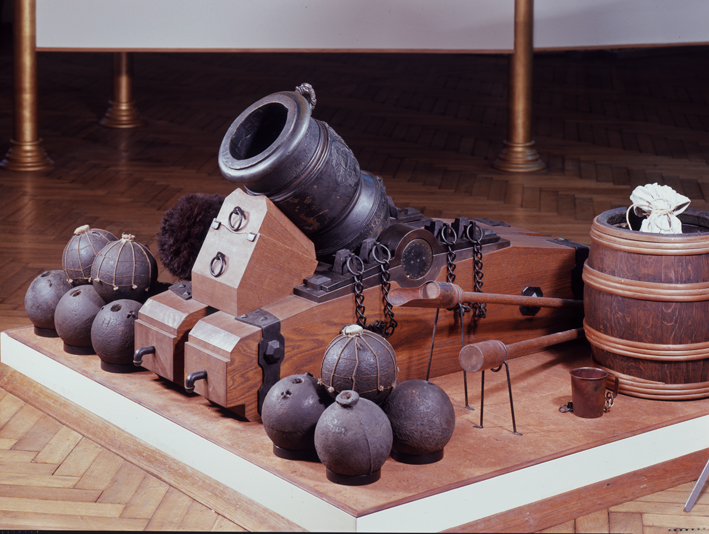
Der Mörser von Belgrad (1717), Heeresgeschichtliches Museum

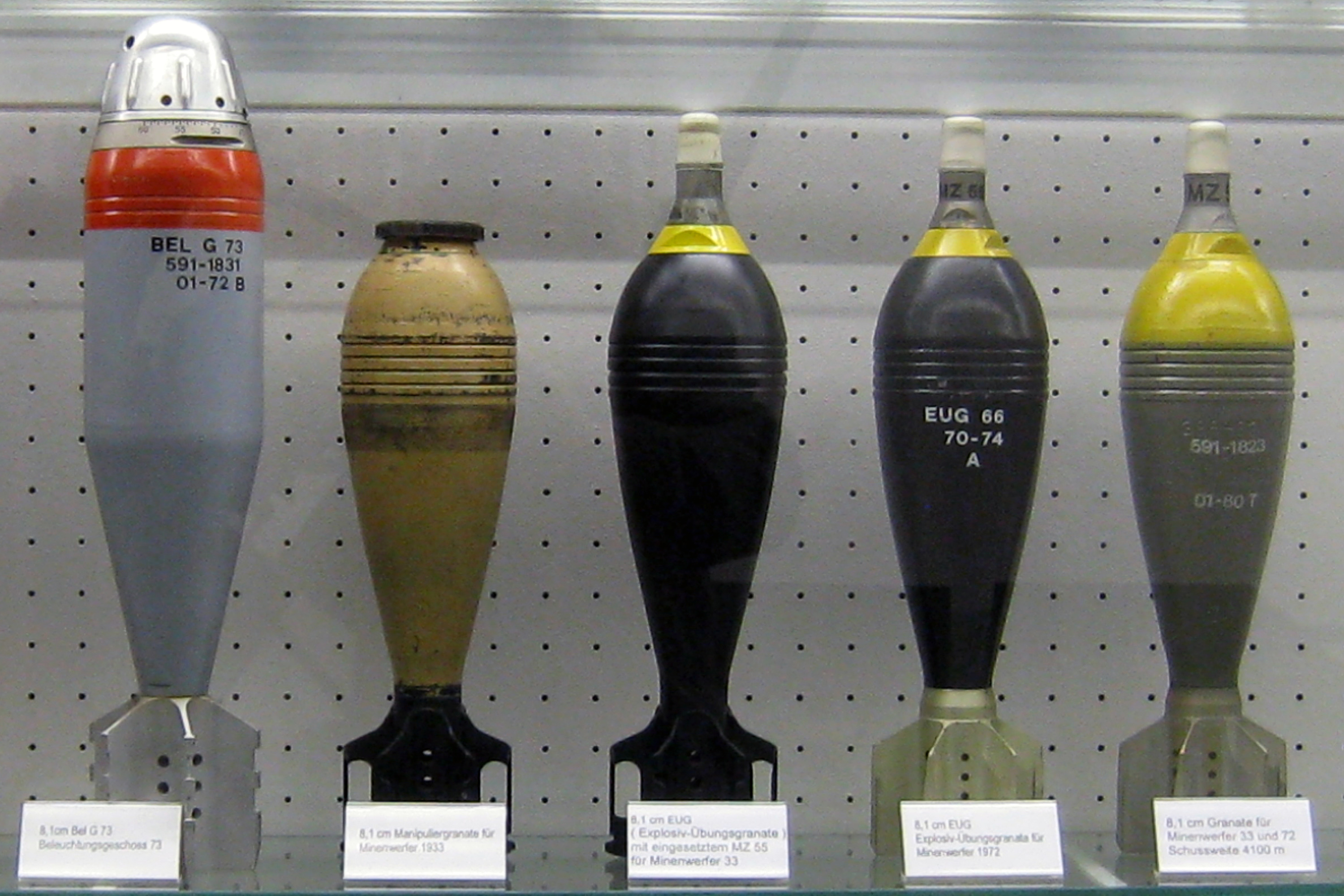
Munition für 8,1-cm-Minenwerfer der Schweizer Armee

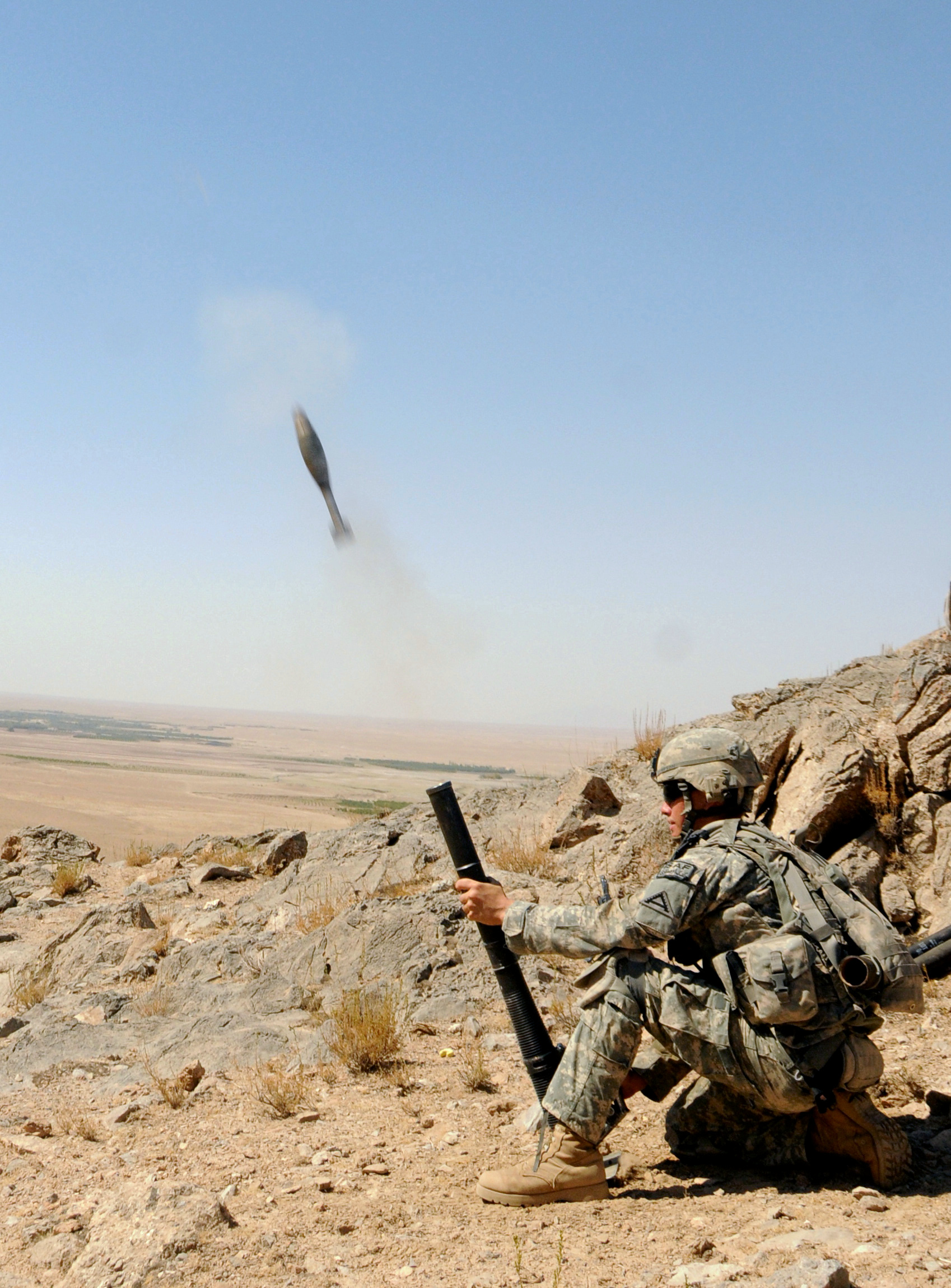
Handgehaltener M224-Mörser

Ein Mörser ist ein Steilfeuergeschütz mit kurzem Rohr zum Abfeuern von Granaten. Anders als bei Haubitzen ist der Einsatz im Flachfeuer in der Regel nicht vorgesehen. Mörser gehören häufig zur Ausrüstung von Verbänden der Kampftruppen, werden zum Teil aber auch bei Artillerie und Marine eingesetzt. Im deutschen Sprachraum sind auch die Bezeichnungen Minenwerfer (Deutschland bis 1918; Schweiz bis heute) und Granatwerfer (Deutsches Reich bis 1945; DDR bis 1990; Österreich bis heute) üblich. Zu friedlichen Zwecken wurden Mörser auch zum Böllerschießen eingesetzt.

## Begriffsherkunft
Die Begriffsbildung leitet sich von der Ähnlichkeit mit dem Arbeitsgerät Mörser her: einerseits durch die Form der frühen Kanonenrohre, andererseits durch die Form des Mörserkolbens. Zudem war es bei frühen Exemplaren dieser Waffengattung üblich, dass das Schwarzpulver durch Stampfen verdichtet wurde. Das Laden eines Mörsers sah so der Arbeit mit dem  namensgebenden Werkzeug ähnlich.

## Ballistik

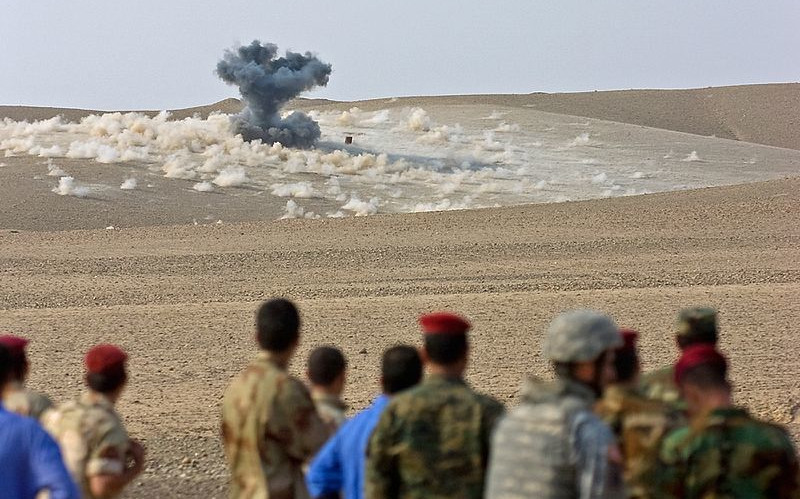
Einschlag einer 120-mm-Granate

Mörser unterscheiden sich in ihrem technischen Aufbau stark voneinander. Gemeinsam ist ihnen, dass sie ausgesprochene Steilfeuerwaffen sind. Häufig ist es nicht möglich, mit einer Rohrerhöhung von weniger als 45° über der Horizontalen zu schießen. Vorteil des Steilfeuers ist es, hinter Deckungen liegende und damit vor Flachfeuer geschützte Ziele treffen zu können. Steilfeuer kann die oft schwächer geschützte und leichter zu treffende Oberseite gedeckter Ziele wie Forts, Unterstände oder das Oberdeck eines Schiffs treffen. Durch den steilen Abschusswinkel können Mörser hinter Deckungen hervorschießen, die das Feuer von Flachbahngeschützen blockieren würden. Sie sind damit auch besser gegen Feindfeuer geschützt. Im Festungskrieg konnten Mörser auf diese Weise aus einer Geländevertiefung oder einer Sappe schießen, die mit dem Flachfeuer der Festungsgeschütze nicht zu treffen war. So war es umgekehrt auch für den Verteidiger notwendig, Mörser einzusetzen. Ein weiterer Vorteil des annähernd senkrechten Einschlagwinkels ist eine deutlich effizientere Verteilung der Granatsplitter, da die Mehrzahl der Splitter einer Sprenggranate ungefähr rechtwinkelig zur Geschossbahn abgesprengt wird.

## Taktische Bedeutung

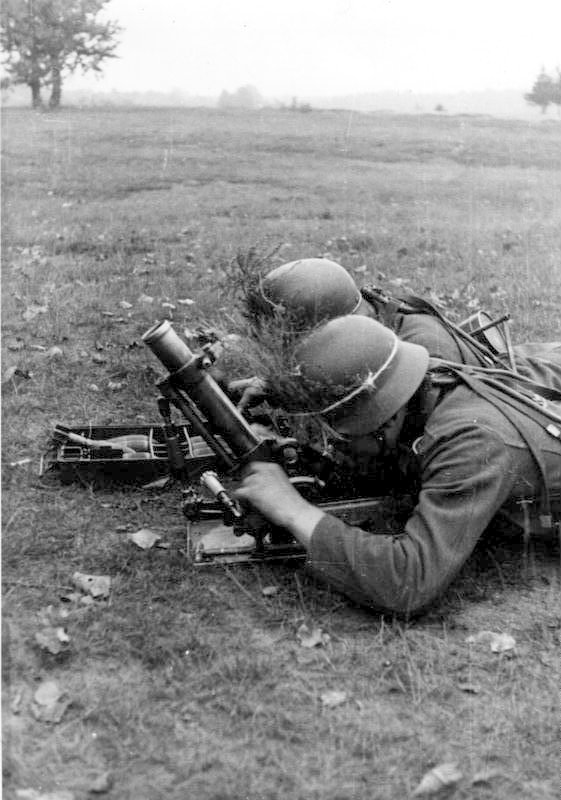
Leichter Granatwerfer 36 (Kaliber 5 cm)

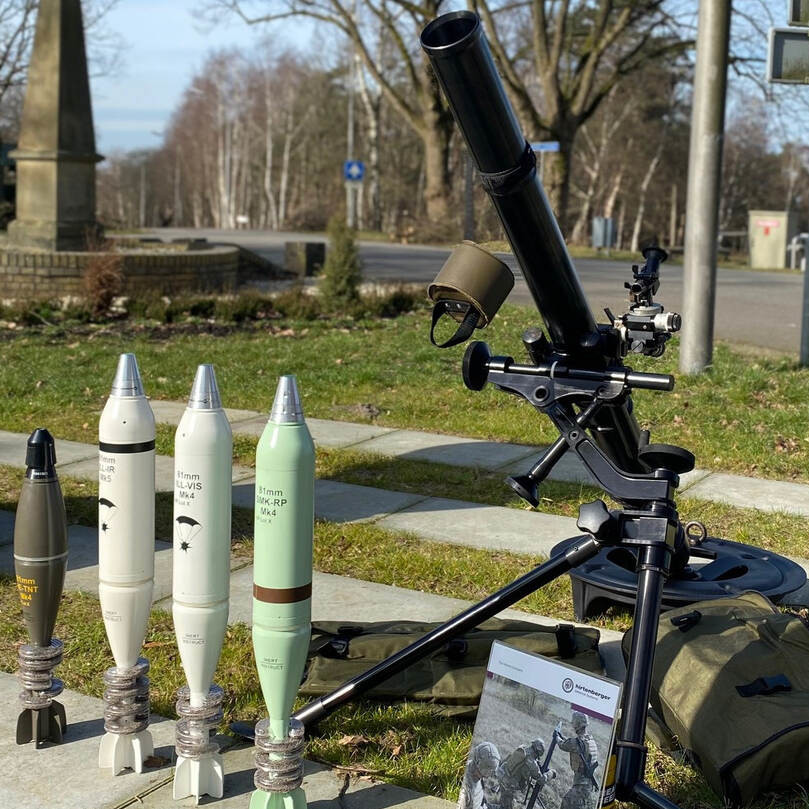
81-mm-Mörser mit diversen Granaten

„Leichte“ Mörser bekämpften gegnerische Soldaten durch Feuer auch in Verteidigungsstellungen. Umgekehrt verwendete sie der Verteidiger, um Feuerstellungen und Ansammlungen des Angreifers im unmittelbaren Vorfeld zu bekämpfen.
„Überschwere“ Mörser sollten Befestigungswerke, Deckungen und Hindernisse zerstören. Mörser waren Teil der Festungs- oder Fußartillerie, mitunter auch der Pioniertruppe. In Friedenszeiten wurden sie in der Regel in Arsenalen eingelagert. Bei Kriegsbeginn wurden sie an zuvor gekaderte Truppenteile ausgegeben. Die Pferde zur Bespannung mussten requiriert werden. Damit waren die Belagerungstrains oft schwerfällig und für den Feldkrieg ungeeignet. Nur das Deutsche Heer verfügte zu Beginn des Ersten Weltkrieges über eine moderne, voll einsatzfähige schwere und schwerste Artillerie sowie über moderne leichte Steilfeuerwaffen für den Belagerungs- wie für den Feldkrieg. Ältere Mörser waren in erster Linie Waffen des Festungskrieges. Sie hatten die Aufgabe, eine feindliche Befestigung sturmreif zu schießen.

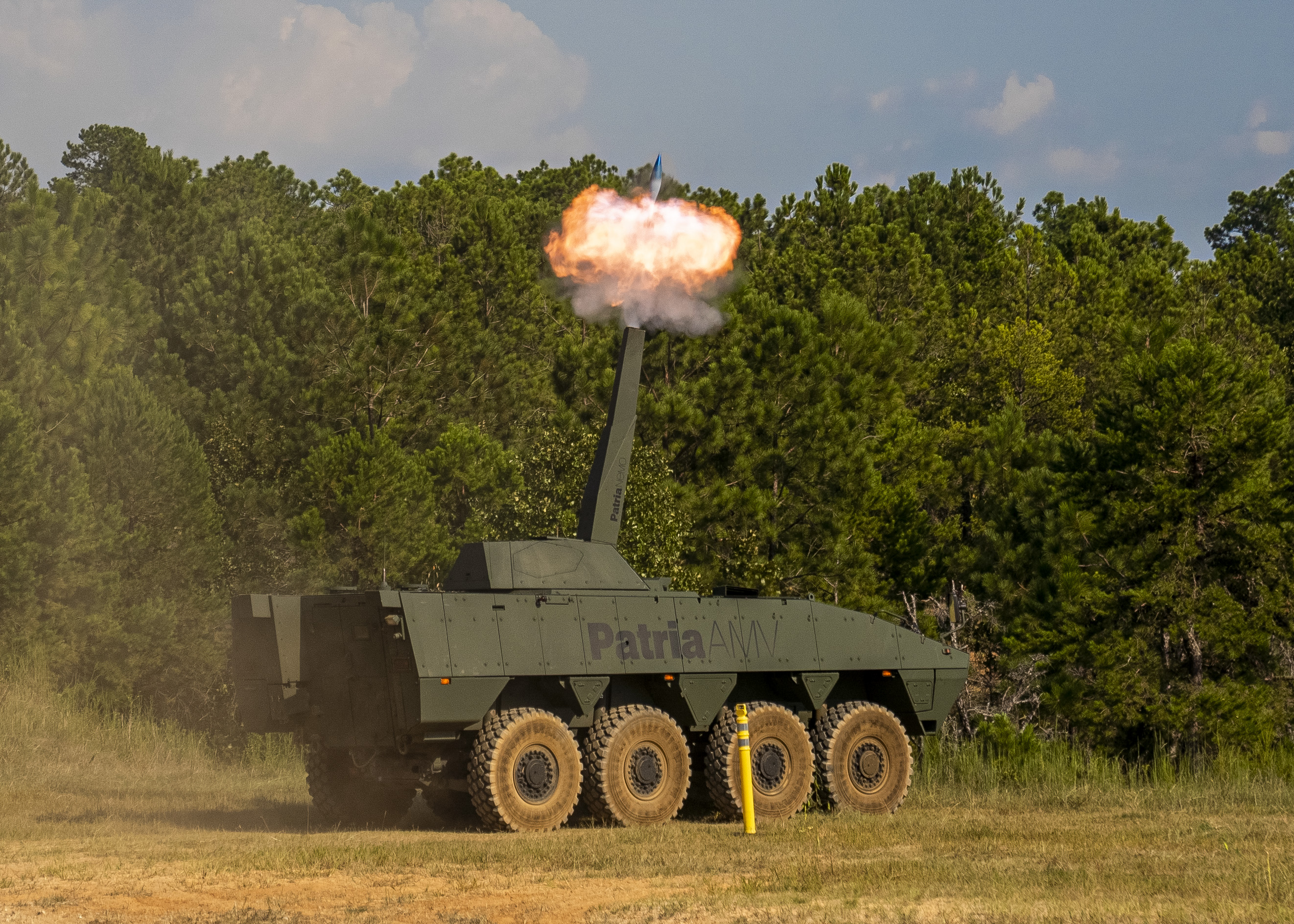
Modernes fahrzeuggestütztes Mörsersystem Patria NEMO in ferngesteuertem Turm

Mörser im modernen Sinne sind den Kampfverbänden unterstellte Unterstützungswaffen für jede Kampfart. Mörser werden umgangssprachlich in der Soldatensprache auch als Artillerie der Infanterie bezeichnet. Sie ergänzen das Feuer gegen Ziele, die von Flachfeuerwaffen nicht bekämpft werden können. Das Feuer der Artillerie ergänzen sie insbesondere mit Sprengsplitter-, Nebel- und Leuchtgranaten, da diese günstiger sind und wenn diese nicht zur Verfügung stehen, und gegen Ziele von geringer Priorität.

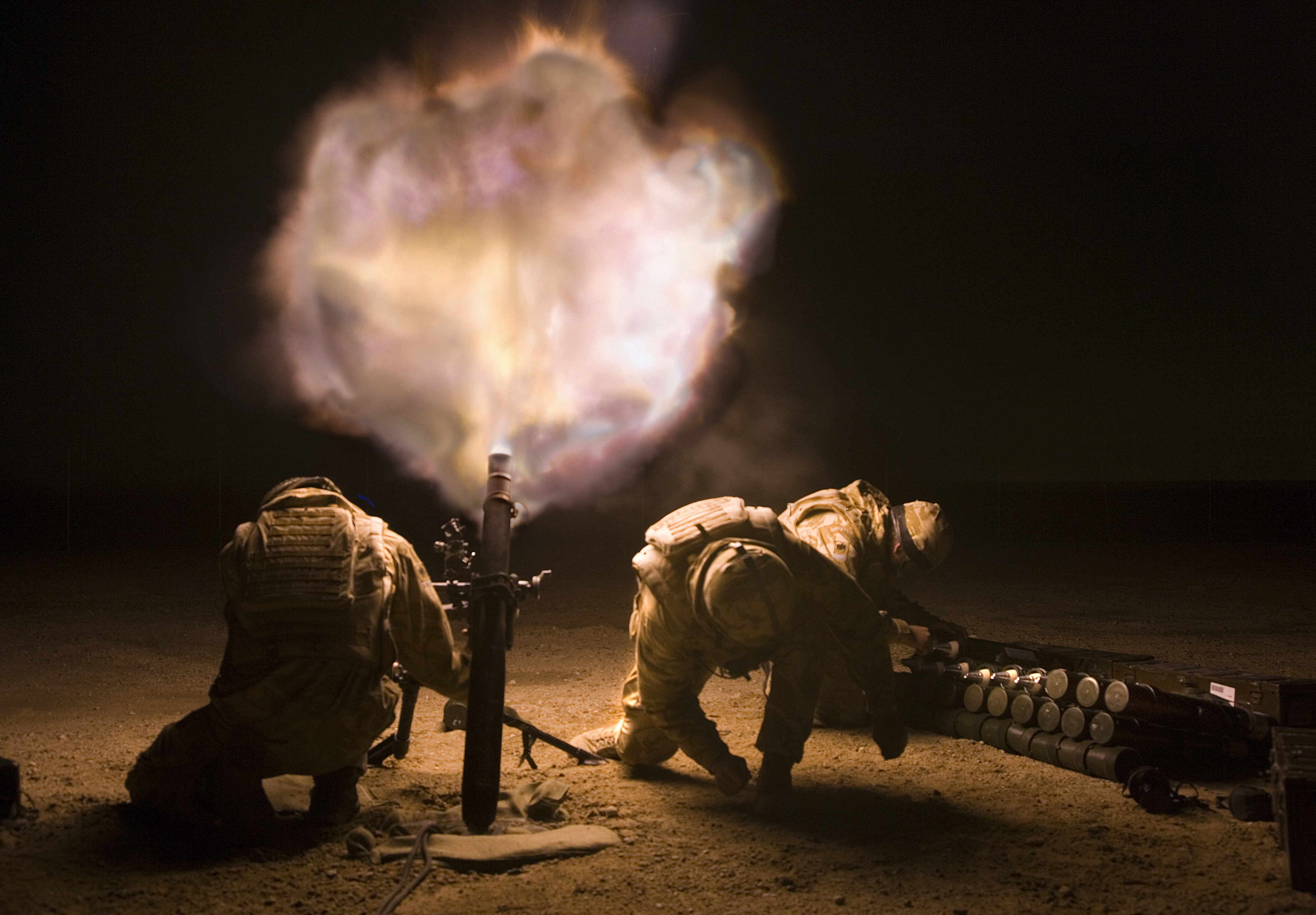
Abfeuern von Leuchtgranaten zur Beleuchtung gegnerischer Positionen

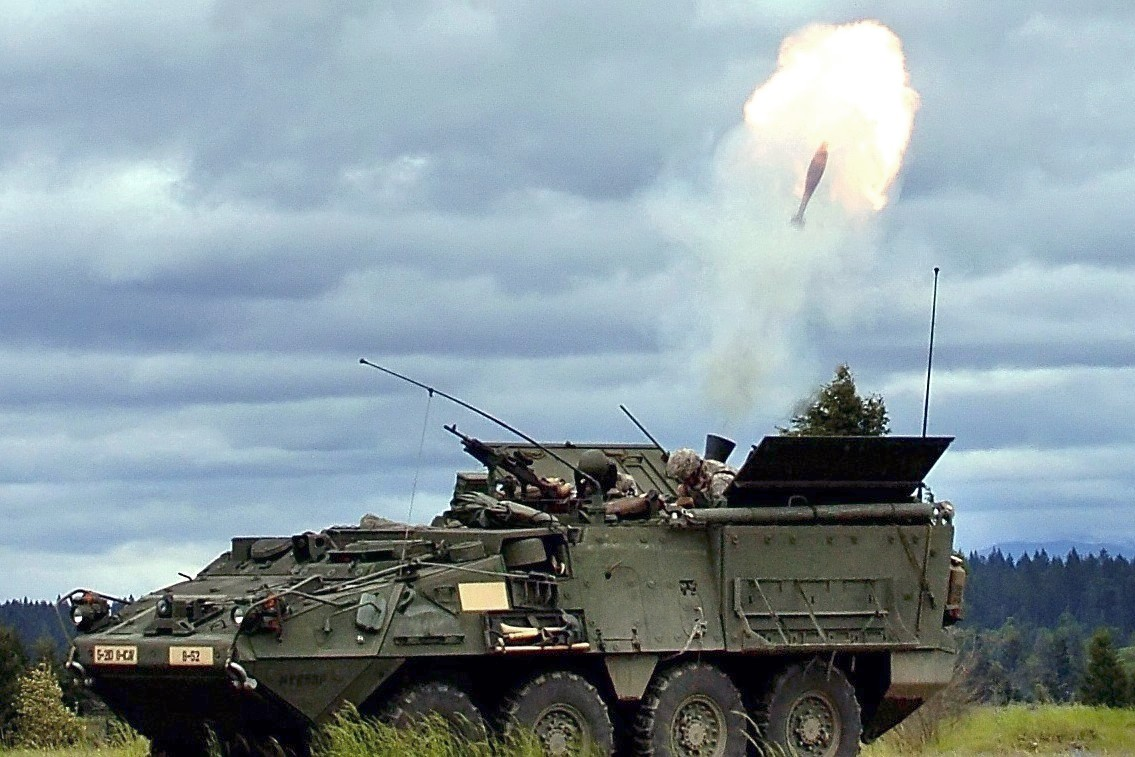
M1129 Stryker MC – Mörserträger (Mortar Carrier)

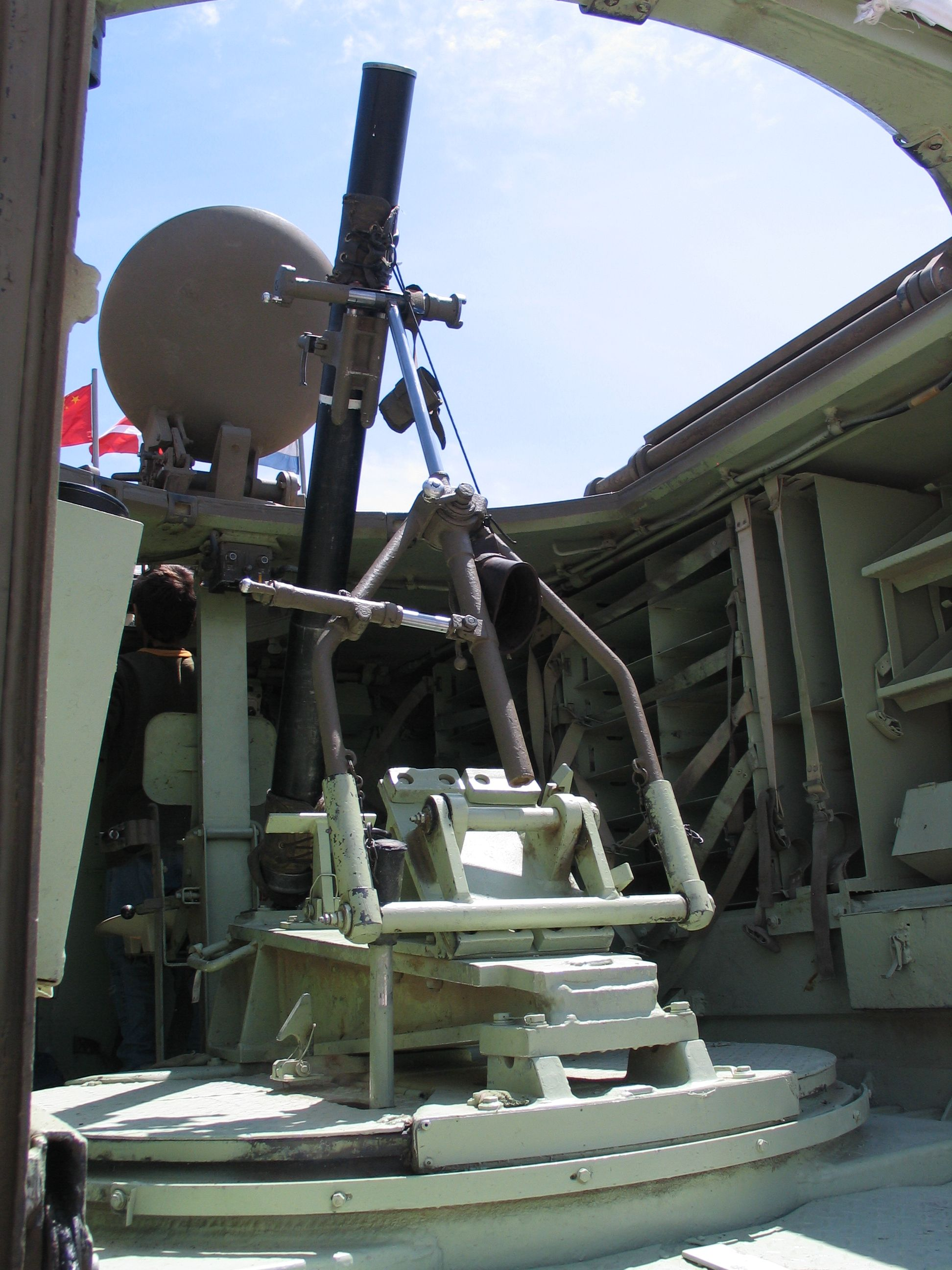
Gefechtsraum eines M113-Panzermörsers

Im Angriff wirken Mörser vornehmlich gegen schwere Waffen des Verteidigers, die sie niederhalten oder zerstören. In der Verteidigung wirken sie gegen Bereitstellungen und tote Räume im Vorfeld sowie gegen eingebrochenen Feind in Vorbereitung von Gegenangriffen.
Die Feuerstellung von Mörsern befindet sich möglichst nah der Gefechtslinie, da ihre Reichweite begrenzt ist. Noch zu Beginn des Zweiten Weltkrieges bedeutete dies, dass einzelne mittlere Mörser der vorgehenden Infanterieeinheit von Deckung zu Deckung folgten. Die Infanterie selbst besaß leichte Mörser, die in ihrer Gefechtsordnung mit vorgingen. Feuerstellung und Beobachtungsstelle lagen oft nahe beieinander. Erst im Kriegsverlauf setzte sich eine stärkere Konzentrierung der Steilfeuerwaffen durch. Die Feuerleitung näherte sich dadurch dem Verfahren der Artillerie an. Dieser Trend setzte sich mit der zunehmenden Einführung von schweren Mörsern und modernen Feuerleitmitteln bis heute fort. Wegen ihrer einfachen Bedienung, des geringen Gewichts und der Verfügbarkeit sind Mörser auch bevorzugte Waffen irregulärer Kräfte und zählen zum Spektrum asymmetrischer Bedrohung.

### Typologie
Moderne Mörser sind nach ihrem Gewicht eingeteilt:
- Leichte Mörser im Kaliber 37 bis 60 mm. Diese werden in einigen Armeen auf der Ebene der Züge (1–3 Stück) oder Kompanien (2–3 Stück) und bei Kommandoaktionen eingesetzt. Bereits im Zweiten Weltkrieg wurden sie teilweise durch Gewehrgranaten ersetzt. Heute stehen sie in Konkurrenz zu Granatwerfern nach dem Hoch-Niederdruck-Prinzip. Beispiele: Typ-89-Granatwerfer, Granatwerfer 36, M224.
- Mittlere Mörser im Kaliber 76 mm bis 90 mm. Diese Mörser sind Bataillonen (4–9 Stück), zum Teil Kompanien (2 Stück) zugeordnet. Heute sind Mörser dieser Klasse oft nur noch in solchen Verbänden anzutreffen, für die ein Einsatz ohne Kraftfahrzeuge vorgesehen ist (Jäger, Fallschirmjäger, Marineinfanterie). In motorisierten und mechanisierten Verbänden sind sie durch schwere Mörser ersetzt worden. Beispiele: Stokes-Mörser, Granatwerfer 34, 82-mm-Granatwerfer BM-37.
- Schwere Mörser im Kaliber 107 mm (4,2 Inch) bis 120 mm. Das am weitesten verbreitete Kaliber ist heute 120 mm. Schwere Mörser werden in Mörserkompanien (4–8 Stück) zusammengefasst und dienen als Feuerunterstützung von Bataillonen. Wegen ihres Gewichts benötigen sie selbst auf kürzeren Strecken ein Transportmittel. Häufig sind sie als Panzermörser in gepanzerten Fahrzeugen eingebaut. Beispiele: 2S12 Sani, Granatwerfer 42.
- Überschwere Mörser im Kaliber 150 mm bis 240 mm sind in der Regel Teil der Artillerie. Es handelt sich um Spezialwaffen für den Kampf um befestigte Stellungen, Städte und Wälder, bzw. als preisgünstige Ergänzung der Artillerie in Situationen, in denen deren Reichweite und Flexibilität von untergeordneter Bedeutung ist. Beispiele: 160-mm-M-43, 210-mm-Wurfmörser-69.

## Technische Entwicklung

### Vorderladermörser (15.–19. Jh.)
Der erste Einsatz von Mörsern erfolgte im späten Mittelalter während der Eroberung von Konstantinopel (1453). Bei den Mörsertypen dieser Zeit lag die Rohrlänge etwa bei dem Dreifachen des Kaliberdurchmessers. Früher als bei anderen Geschütztypen ging man beim Mörser zum Verschießen von Sprenggeschossen über. Bei den leichten Mörsern waren Rohr und Fuß oft zusammen in einem Stück gegossen. Solche Stücke bezeichnete man als „Schemel- oder Fußmörser“. Lafetten für Mörser gab es als Wandlafetten und als stabile Blocklafetten oder „Schleifen“. Zu den kleinsten Mörsern zählen die Hakenmörser. Mit Mörsern bestückte Schiffe wurden Bombarde genannt. Zu den entwickelten Formen dieser Waffe zählen unter anderem auch die Ende des 17. Jahrhunderts entwickelten Coehoorn-Mörser, welche noch im amerikanischen Sezessionskrieg und in einigen Fällen sogar noch in den Grabenkämpfen des Ersten Weltkriegs zum Einsatz kamen.

### Hinterladermörser für den Festungskrieg (19.–20. Jh.)

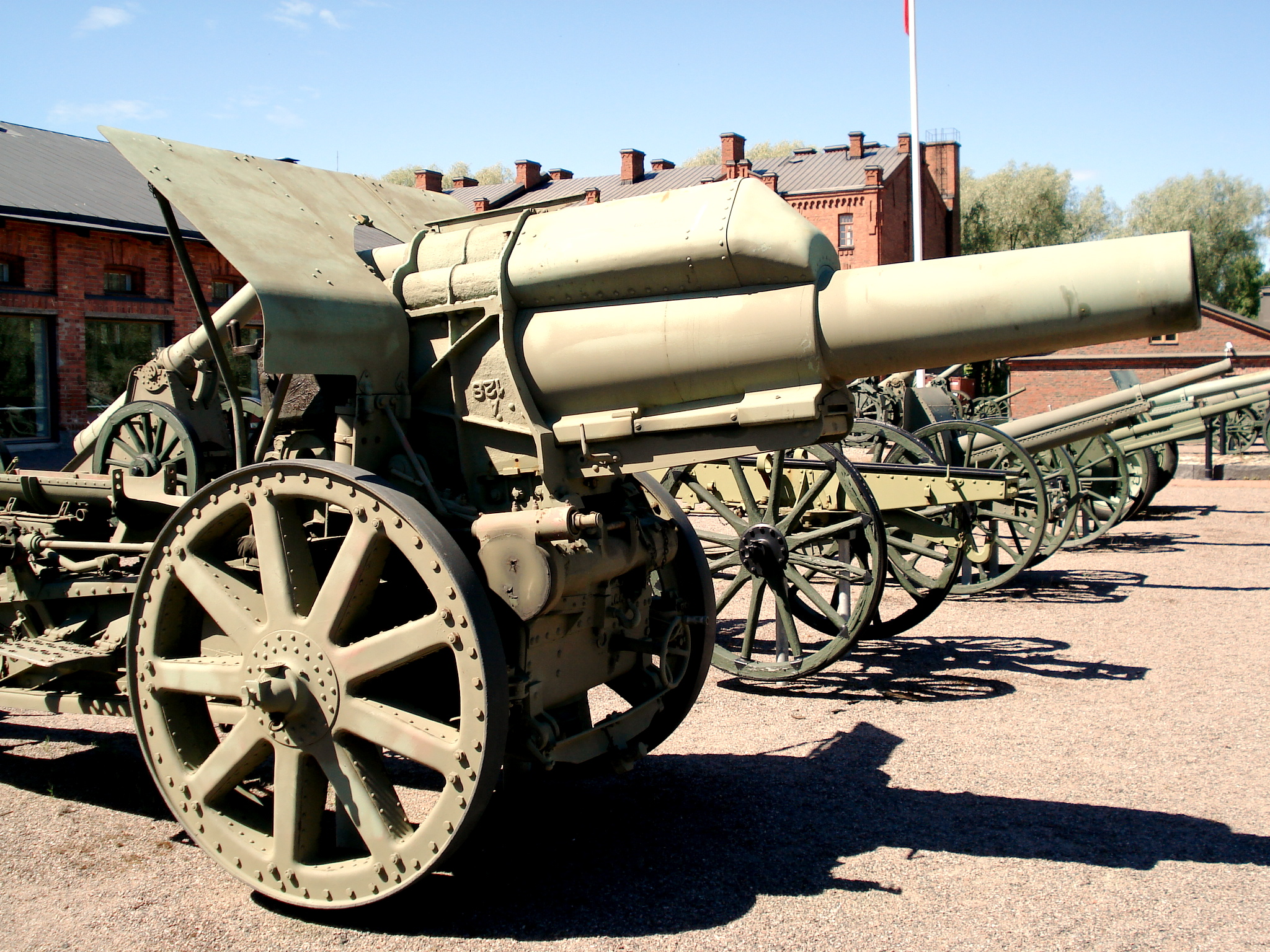
Langer 21-cm-Mörser 16 (1916)

Mit der Einführung gezogener Hinterladergeschütze vergrößerte sich die Reichweite der Festungsartillerie. Deshalb musste die Reichweite der Belagerungsgeschütze erhöht werden. Die Rohre von Mörsern dieser Zeit waren daher in der Regel länger. Die Geschütze waren somit typologisch eher schwere Haubitzen und wurden außerhalb des deutschen Sprachraums auch so bezeichnet. Charakteristisch für diese Gattung ist der deutsche 21-cm-Mörser von 1910 mit einer Rohrlänge von 12 Kalibern. Ihm folgte der Lange Mörser mit 14,5 Kalibern, der in der Wehrmacht vom 21-cm-Mörser 18 mit sogar 31 Kalibern Rohrlänge abgelöst wurde. Diese Geschütze waren nicht mehr ausschließlich für den Festungskrieg vorgesehen. Da Befestigungswerke immer besser geschützt wurden, waren zunehmend schwerere Geschosse notwendig, um Panzerung und dicke Betondecken durchschlagen zu können. Dies führte zu überschweren Waffen, wie dem in der Regel als Dicke Bertha bezeichneten Mörser im Kaliber 42 cm und dem Mörser Karl im Kaliber 60 cm. Bereits vor dem Ersten Weltkrieg war das Deutsche Reich sowohl qualitativ als auch quantitativ in der Ausstattung mit schweren Steilfeuerwaffen führend und behielt diese Spitzenposition zumindest in technischer Hinsicht bis in den Zweiten Weltkrieg. Die Entwicklung der Luftwaffe und die abnehmenden Bedeutung fester Plätze für die Kriegsführung stellte den militärischen Mehrwert besonders der überschweren Mörser zunehmend in Frage.

### Mörser zur Kampfunterstützung (ab 19. Jh.)

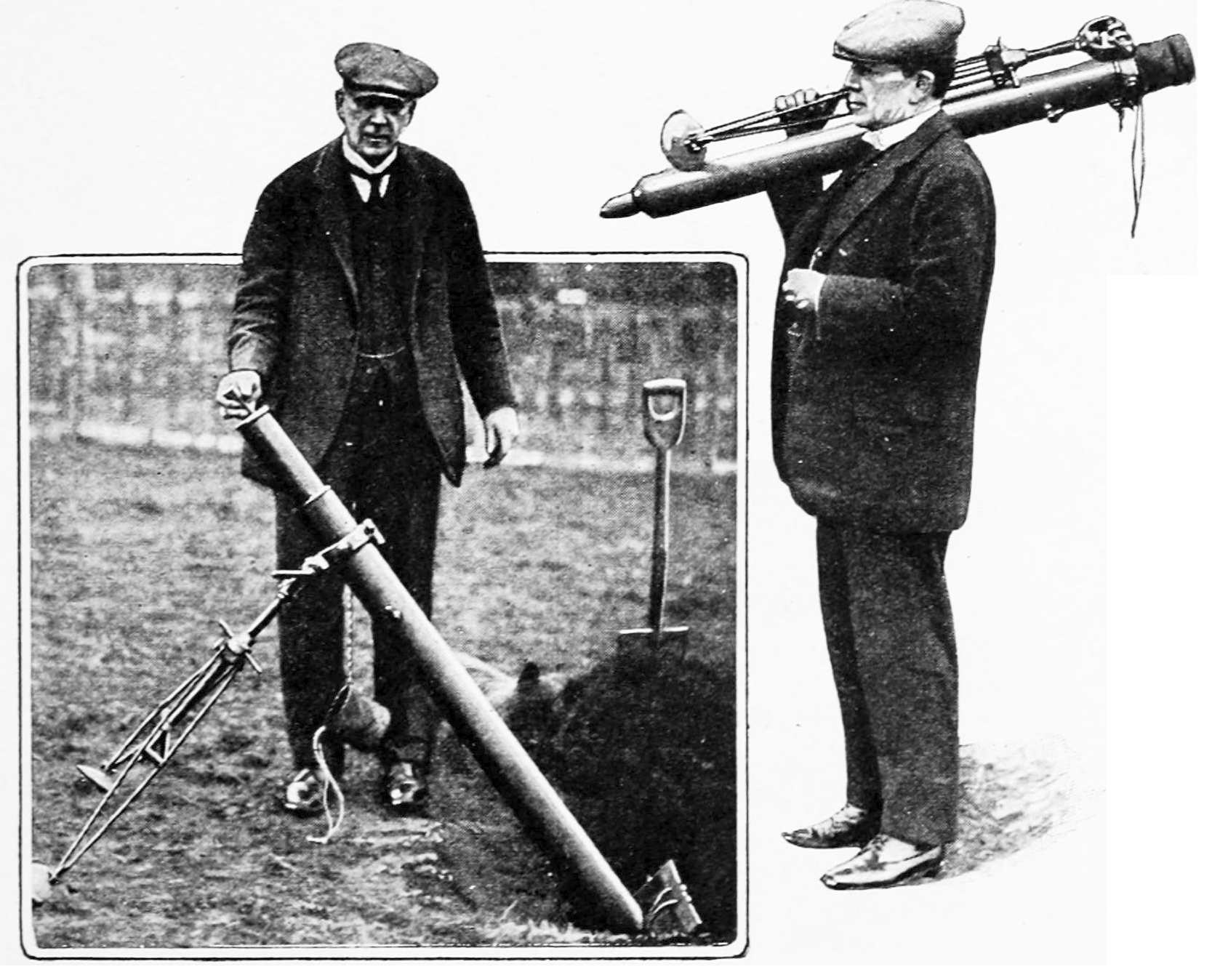
Stokes-Mörser

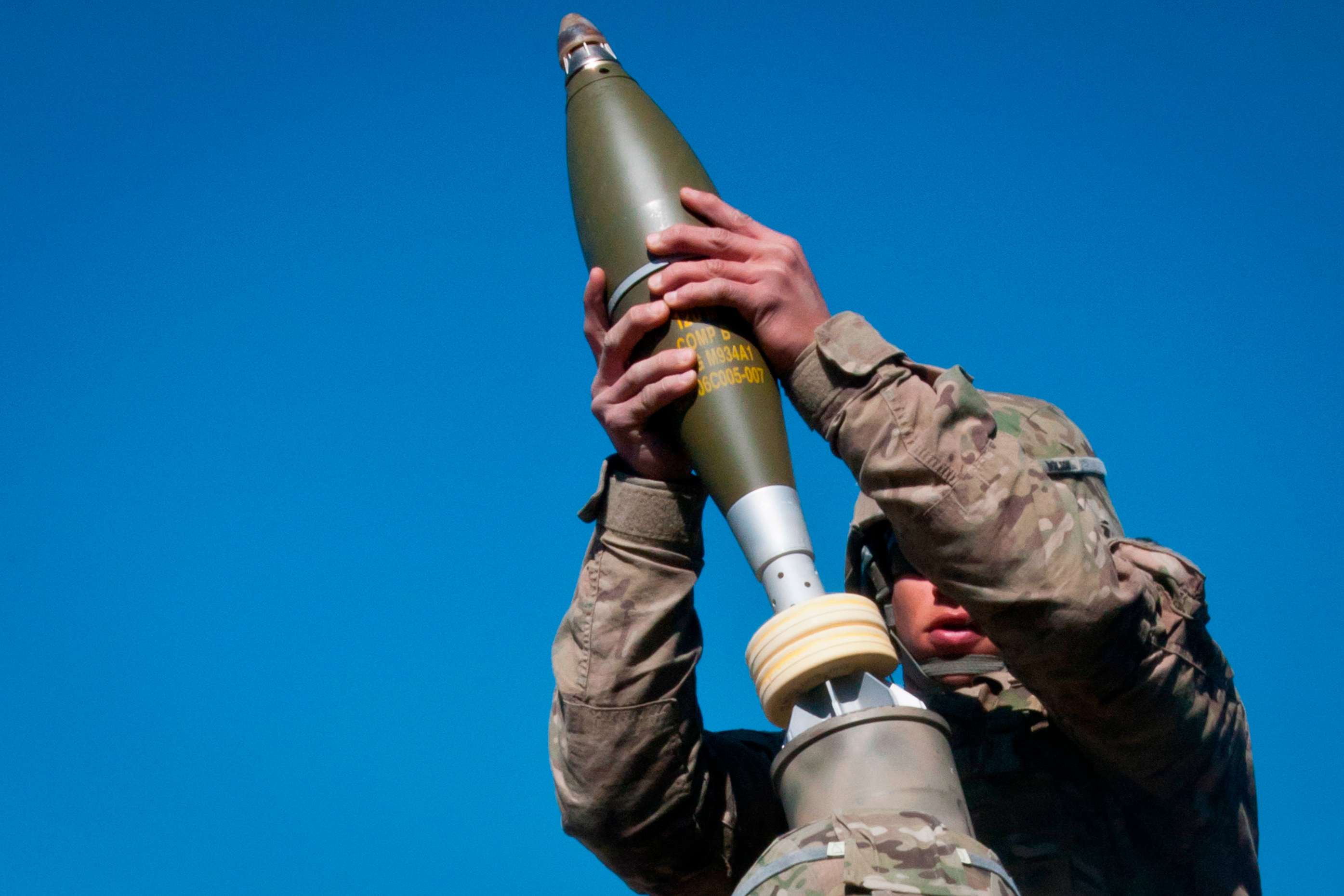
Eine Mörsergranate mit zwei zusätzlichen Teiltreibladungen wird geladen. Durch Teiltreibladungen kann die Schussweite variiert werden. Über den Teiltreibladungen sind die Gasaustrittsöffnungen der Grundtreibladung sichtbar.

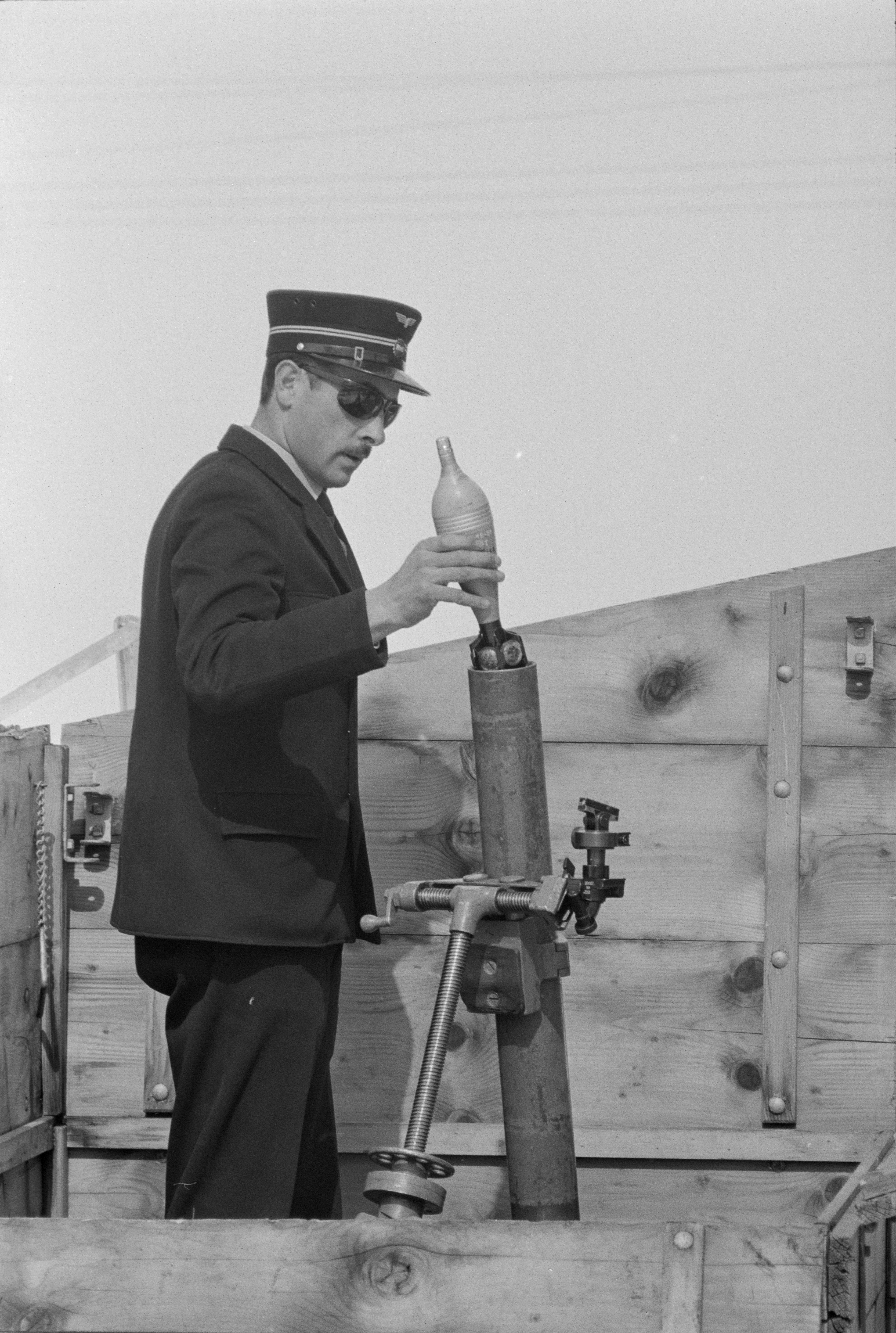
Mörser wird zur künstlichen Lawinenauslösung verwendet

Neben den schweren Mörsern gab es auch im 19. Jahrhundert leichtere Steilfeuergeschütze für die Infanterieunterstützung im Festungskrieg. In der Regel waren es alte Mörser aus den Arsenalen oder improvisierte Geschütze. Erst Anfang des 20. Jahrhunderts wurden in Gestalt der deutschen Minenwerfer (Leichter Minenwerfer 7,58 cm) technisch moderne und leistungsfähige Waffensysteme in Dienst gestellt. Ausschlaggebend waren die Erfahrungen des Russisch-Japanischen Krieges und die taktischen Aufgaben, die das Deutsche Heer im Zuge eines Krieges gegen Frankreich und Belgien mit ihren starken Befestigungswerken erwartete. Ihr Einsatz erfolgte durch die Pioniertruppe und war für den Festungskrieg vorgesehen. Im Ersten Weltkrieg zeigte sich auch ihre Eignung für den Stellungskrieg. Diese Kampfform führte zu einem bisher ungekannten Bedarf an Unterstützungswaffen für die Infanterie, nicht zuletzt, weil die Artillerie sich oft als unfähig erwies, die eigene Infanterie angemessen zu unterstützen. Infolgedessen stellten auch Armeen der Entente in großem Maßstab zunächst improvisierte Feuermittel unterschiedlichster technischer Charakteristik bereit. Zu diesen zählte, neben Pressluft- und Flügelminenwerfern sowie Waffen mit Schießstock, auch der 1915 entworfene Stokes-Mörser. Dessen Aufbau ist noch heute die Grundlage für die Mehrzahl der als Mörser bezeichneten Unterstützungswaffen.

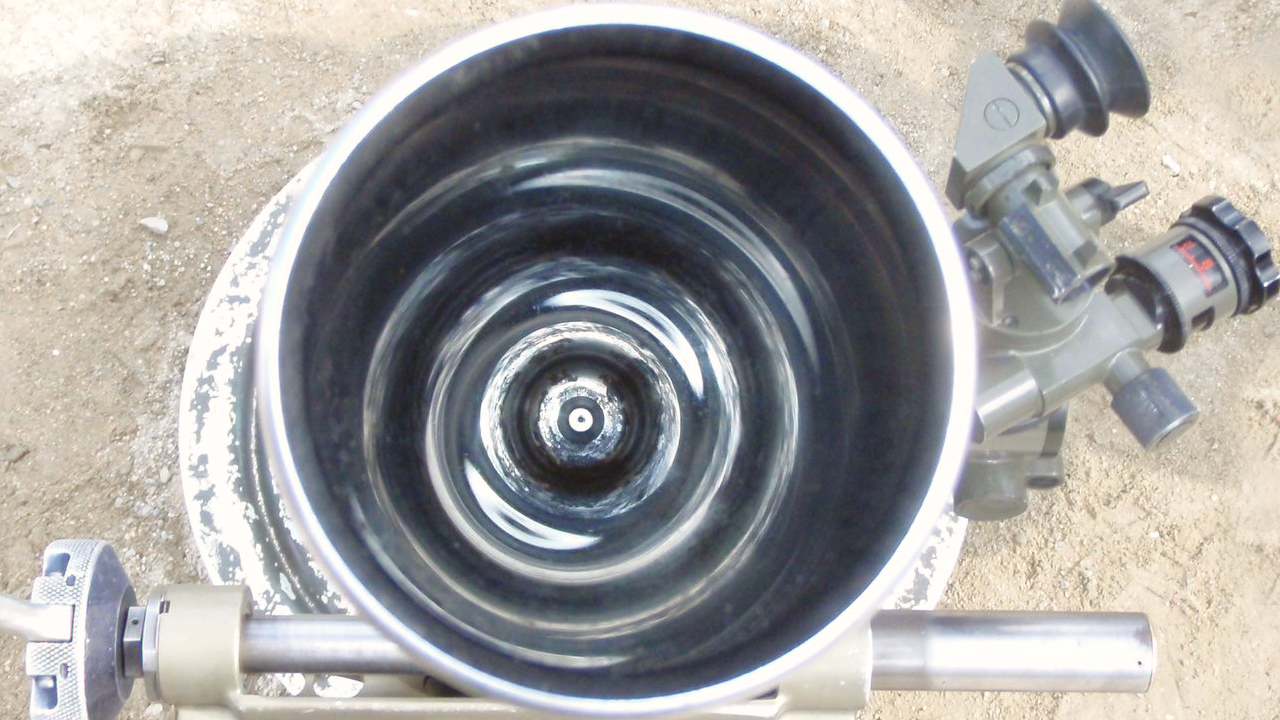
L16 mit Glattrohr und festen Schlagbolzen

Kernelement eines Mörsers nach Stokes ist ein Rohr ohne Züge mit einem Auslösemechanismus am verschlossenen Ende des Rohres. Die tropfenförmigen Granaten werden an der Mündung angesetzt, gleiten das Rohr hinab auf den Zündstift, der die Treibladung entzündet, die die Granate aus dem Rohr treibt. Im Flug ist die Granate flügelstabilisiert und trifft damit vergleichsweise ungenau. Durch die geringe Schussweite fällt dies kaum ins Gewicht. Die Flugbahn und Schussweite werden durch unterschiedlich starke Treibladungen und den Abschusswinkel bestimmt. In der Regel gibt es eine Grundtreibladung im Leitwerkschaft sowie zusätzliche Teiltreibladungen als abnehmbare U-förmige Presslinge am Leitwerkschaft oder hinzuzufügende Pulversäckchen. Die Grundtreibladung wird durch das Anzündhütchen gezündet, die Treibgase entweichen über Löcher im Leitwerkschaft und entzünden dort etwaige Teiltreibladungen.

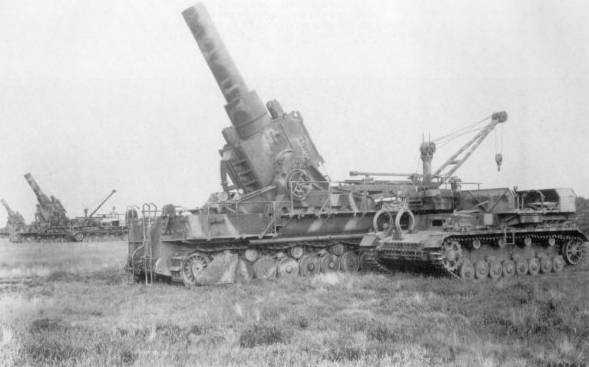
Überschwerer deutscher 60-cm-Mörser „Karl“ 1944 in Polen

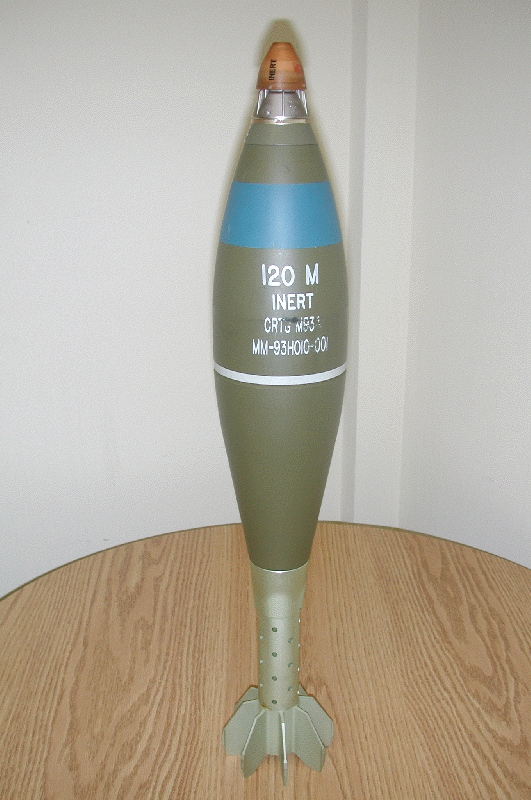
120-mm-Mörsergranate mit einem M734 Abstandszünder

In Abwandlung dieses Prinzips werden bei einigen Systemen auch Treibgase abgeleitet oder es wird die Länge des Zündstifts (und damit die effektive Rohrlänge) variiert, um die Schussweite zu verändern. Der Abschusswinkel wird in der Regel durch ein am Rohr befestigtes, höhenveränderliches Zweibein oder ein vergleichbares Gestell bestimmt. Bei kleinen Mörsern bis Kaliber 60 mm kann das Rohr auch von Hand im richtigen Winkel gehalten werden. Der Rückstoß der Granate wird durch eine einfache Bodenplatte aufgefangen, auf der das Rohr befestigt ist. Da auf ein Rohrrücklaufsystem und einen Verschlussmechanismus verzichtet werden kann, sind die Herstellungskosten gering. Mörser dieser Bauart wurden in Kalibern von 50 bis 240 mm entwickelt, wobei die schwereren Typen ab 160 mm ein einfaches Hinterladersystem mit Kipplaufverschluss haben, da wegen der Rohrlänge und des Geschossgewichts ein Laden über die Mündung nicht mehr praktisch ist. Außerdem verfügen sie oft über einfache Dämpfungssysteme, die verhindern, dass sich die Bodenplatte zu tief eingräbt.
Die Abfeuerung kann sofort geschehen, wenn die eingeworfene Munition mit dem Treibladungszünder auf einen festen Dorn im Rohr aufschlägt. Manche Mörser verfügen auch über einen Handabzug bzw. eine Reißleine bei größeren Kalibern. Bei Glattrohrwaffen erfolgt die Abdichtung der Munition gegen das Rohr mit mehreren Gasabdichtringen, welche um das Geschoss liegen. Diese Art der Abdichtung ist jedoch deutlich schlechter als bei einem Hinterladergeschütz und ein Teil der Treibgase entweicht zwischen Rohr und Geschoss. Bei einem Mörser mit Zügen gibt es am Boden der Munition eine Prallplatte, welche durch die Treibladungsgase nach außen gequetscht wird und damit sowohl abdichtet wie auch für das Anpassen an die Züge und damit für die Erzeugung des Dralls sorgt.

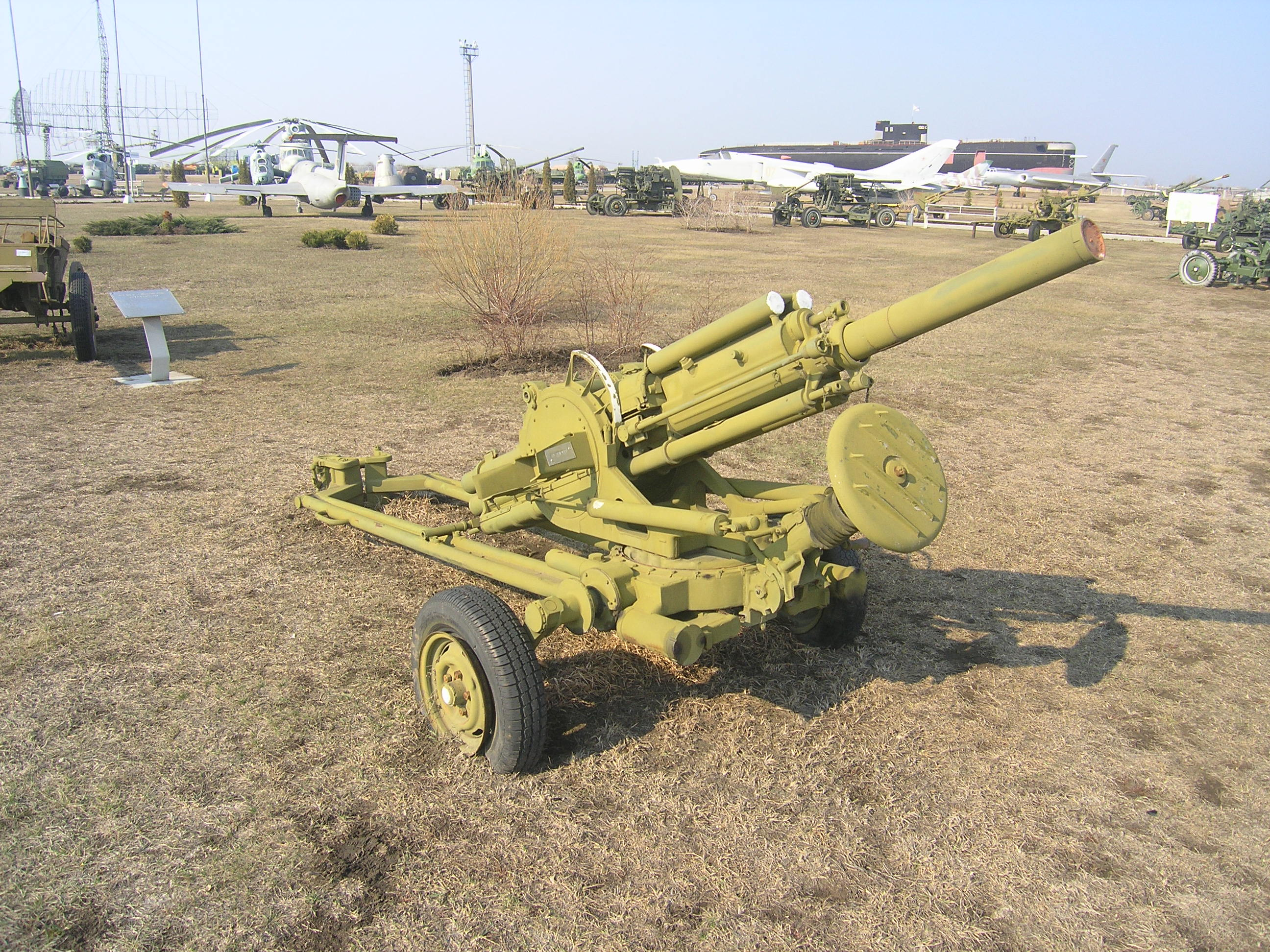
Automatischer 82-mm-Mörser 2B9

Nachdem der Stokes-Mörser in den 1920er Jahren durch die französische Firma Brandt verfeinert worden war, verbreiteten sich derartige Waffen rasch und wurden – zum Teil importiert, zum Teil mit leichten Veränderungen nachgebaut – zu einer Standardwaffe der Infanterie. Ursache dafür war nicht zuletzt der ausgesprochen geringe Preis. Die Wehrmacht führte sie in den 1930ern anstelle der alten Minenwerfer aus dem Ersten Weltkrieg ein.

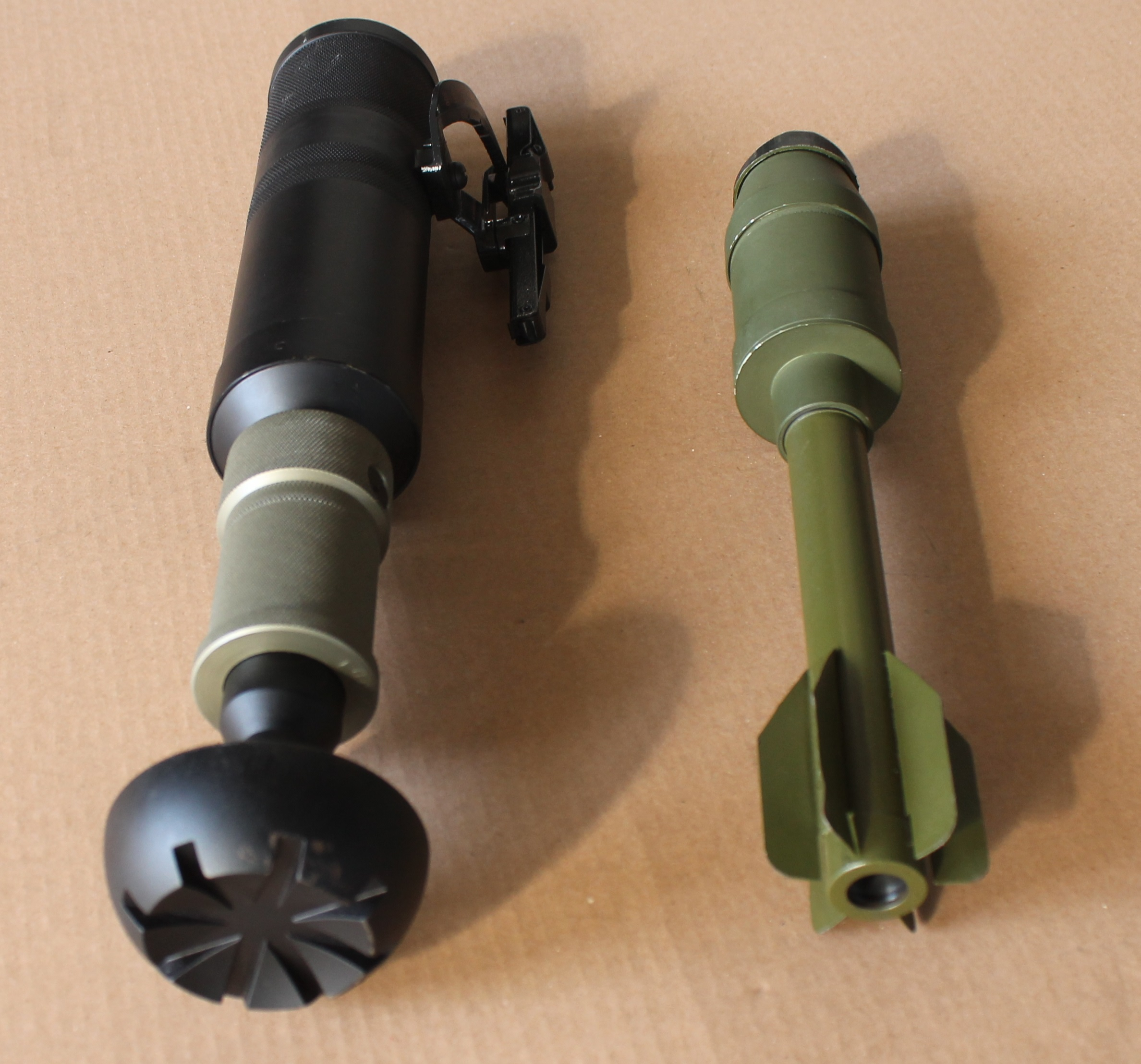
60-mm-Handmörser GNM-60 mkudro von STC Delta

In ihren technischen Grundlagen sind Mörser über ein Jahrhundert lang kaum verändert worden. Verbesserungen sind vor allem durch die Entwicklung im Bereich der Munition und der Feuerleitsysteme erzielt worden. Andererseits gibt es Entwicklungen, die vom Prinzip des Stokes-Mörsers zum Teil radikal abweichen. So sind in den letzten Jahrzehnten von mehreren Herstellern Hinterladermörser, oft mit automatisierter Zuführung, entwickelt worden. Um den Preis beträchtlich gesteigerten Gewichts und höherer technischer Komplexität bieten sie gesteigerte Feuerkraft und in der Regel die Möglichkeit zum Flachbahnschuss. Darüber hinaus werden immer häufiger Mörser mit gezogenem Rohr und gesteigerter Reichweite eingeführt. Für leichte Mörser sind Systeme mit geschlossenem Verbrennungsraum (Prinzip FLY-K) verfügbar, die einen deutlich schwächeren Abschussknall und Feuerschein aufweisen. Dagegen haben sich bis heute Mehrfachwerfer wie der belgische PRB 426 im Landkrieg nicht bewährt, wohl aber der von der britischen Marine im Zweiten Weltkrieg eingesetzte Hedgehog-„Mörser“ zur U-Boot-Abwehr.